# Ріміні
Ріміні (італ. Rimini, лат. Ariminum) — місто та муніципалітет в Італії на узбережжі Адріатичного моря, у регіоні Емілія-Романья, столиця провінції Ріміні.
Ріміні розташоване на відстані близько 240 км на північ від Рима, 110 км на південний схід від Болоньї.
Населення — 147 578 осіб (2014).
Щорічний фестиваль відбувається 14 жовтня. Покровитель — San Gaudenzio di Rimini.

## Українці в Ріміні
Після Другої світової війни в окрузі Ріміні були розташовані табори полонених, куди прибули також понад 10 000 вояків 1-ї Української Дивізії Української-Національної Армії (див. Дивізія «Галичина»), що здали зброю британцям в Австрії у травні 1945. Від початку червня до 16 жовтня дивізійники перебували в таборі ч. 5-ц б. Беллярії, згодом до половини червня 1947 року в таборі ч. 1 б. Мірамаре. Життя в таборі 5-ц б. Беллярії мало познаки тимчасовости; тоді внаслідок дій радянської репатріаційної місії зголосилося до повернення на рідні землі бл. 900 осіб (8,5 %). У таборі ч. 1 були кращі життєві умови, внутрішня організація табору мала військову структуру. Табір очолював комендант (генерал-хорунжий М. Краг, підполковник Р. Долинський, майор С. Яськевич) зі штабом, з 7 відділами та 8 референтурами. Таборяни були поділені на 8 полків і частини окремого призначення. У Рімінському таборі, станом на 1946 р., було 9 310 осіб, у тому ч. 288 старшин, 822 підстаршин та 8 200 вояків.
Релігійну опіку таборяни одержували від 4 українських католицьких і одного православного душпастирів-капелянів Дивізії. Охорона здоров'я була під опікою 16-ти лікарів і досить великої кількості санітарів. Шкільництво охоплювало ряд шкіл: початкову (для малограмотних), гімназію, торгівельну, учительську семінарію, середню техн., однорічну рільничу, лісництва, драматичну, дяківську та ремісничу, з численними відділами; діяли різні курси і народний університет.
Культурно-освітня праця охоплювала: таборовий театр, хори «Бурлака», «Славута» і православний церковний хор, мистецьку спілку «Веселка», три оркестри, бандуристів і ревелерсів. Виходили: щоденник «Життя в Таборі», тижневик «Батьківщина», двотижневик «Юнацький Зрив», гумористично-сатиричний двотижневик «Оса», літературно-мистецькі й популярно-наукові журнали: «Наш Шлях» і «Гроно» та неперіодичні вид. Було організоване спортивне життя (серед ін. масове змагання за Відзнаку Фізичної Вправности), і діяли різні об'єднання (правників, учителів, інженерів, ремісничий цех з підвідділами, студентська громада, літературно-мистецький клуб, товариство філателістів, пластові гуртки, читальні «Просвіти»).

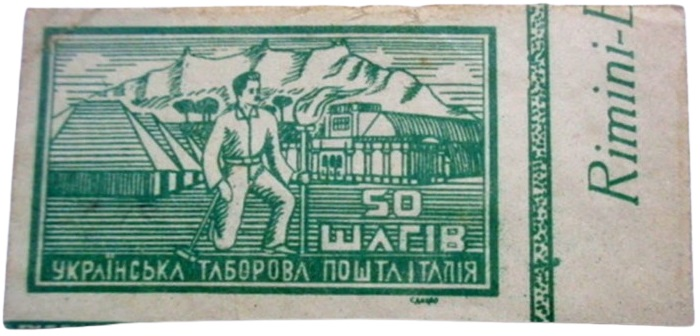
Таборові непоштові марки військово полонених дивізії "Галичина" в м. Ріміні, Італія, друга пол. 1940-х років

Особливу опіку над табором у Ріміні розгорнув єпископ Іван Бучко як голова римського Українського Допомогового Комітету.

## Демографія
Населення за роками:

Станом на 1 січня 2023 року в муніципалітеті офіційно проживало 19 618 іноземців з 134 країн, серед них 4149 громадян країн Євросоюзу та 2888 громадян України.

## Уродженці
- Джованні Авреліо Авгурелло (1456—1524) — італійський поет
- Федеріко Фелліні (1920—1993) — італійський кінорежисер та сценарист.

## Сусідні муніципалітети
- Белларія-Іджеа-Марина
- Коріано
- Риччоне
- Сан-Мауро-Пасколі
- Сантарканджело-ді-Романья
- Серравалле
- Веруккіо
- Каттоліка

## Галерея

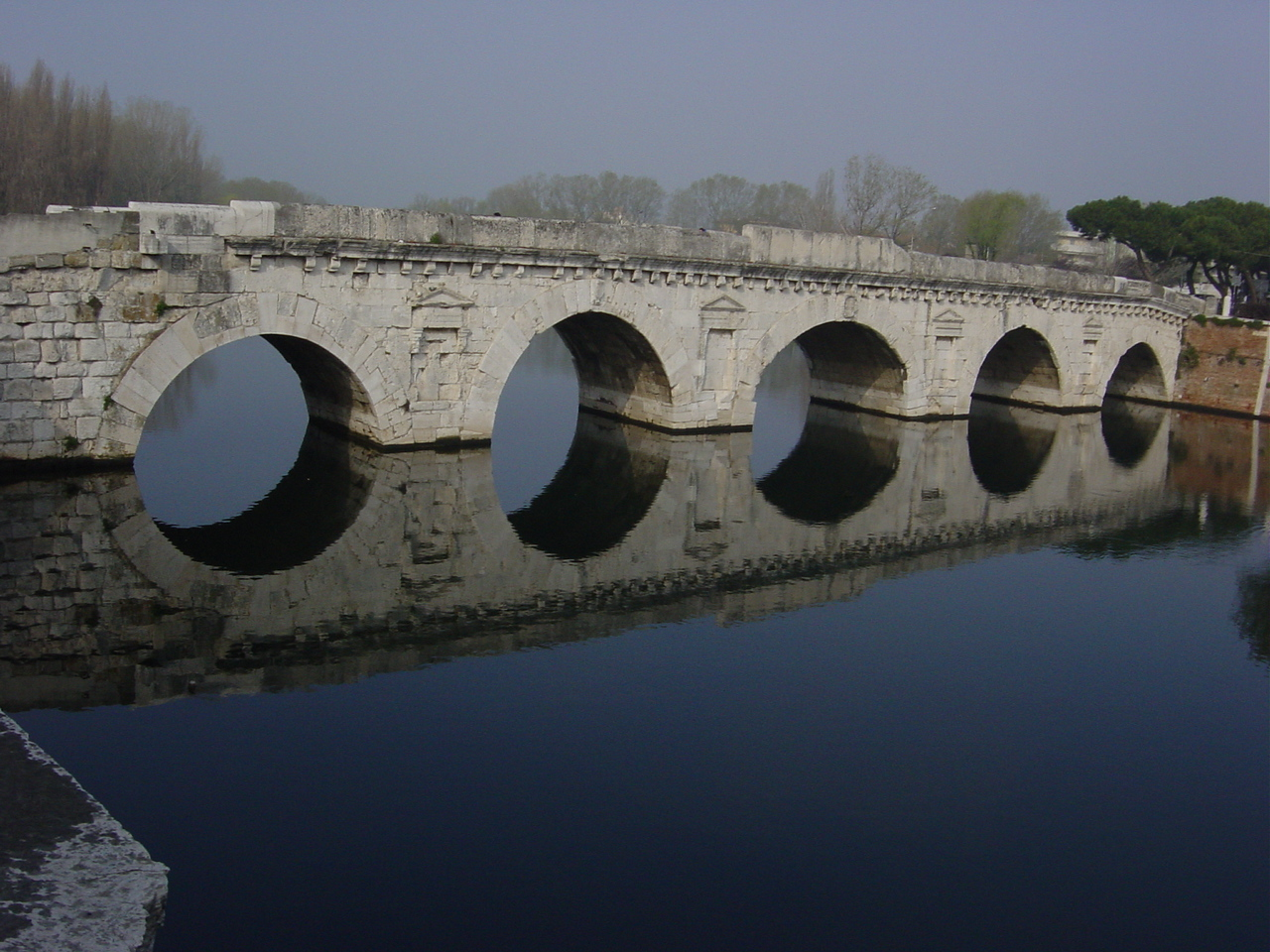
Міст Тіберія
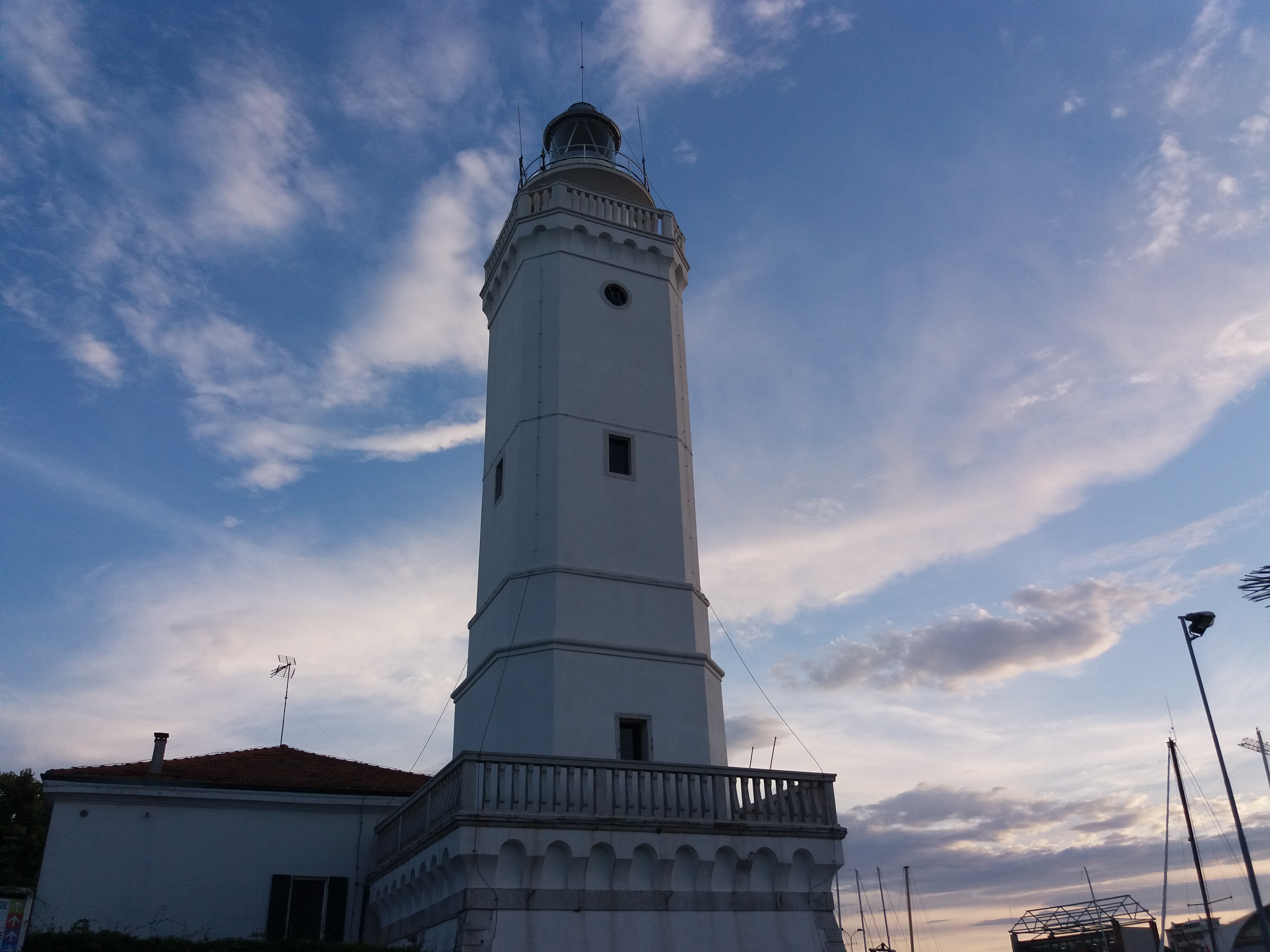
Маяк
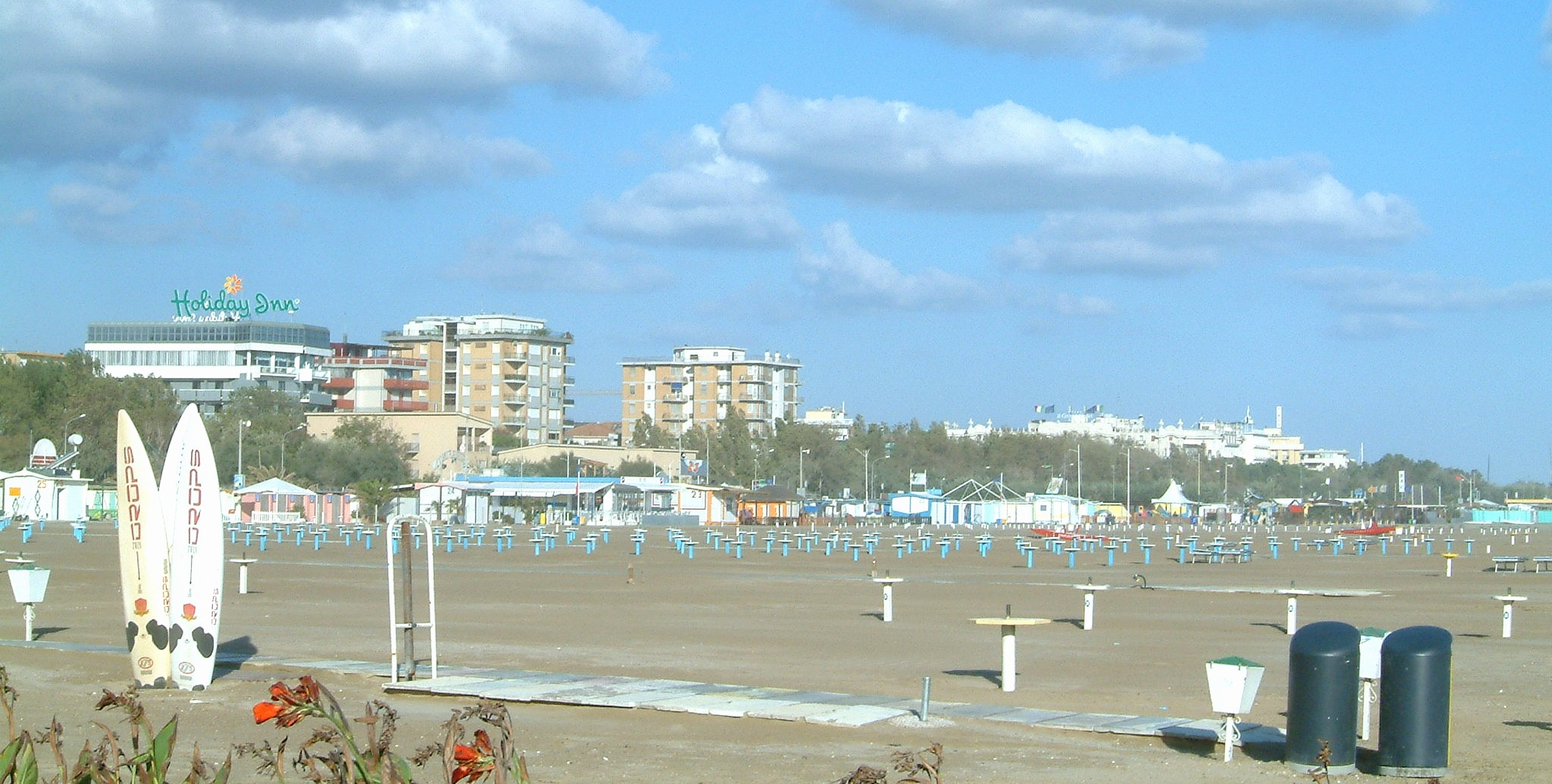
Пляж
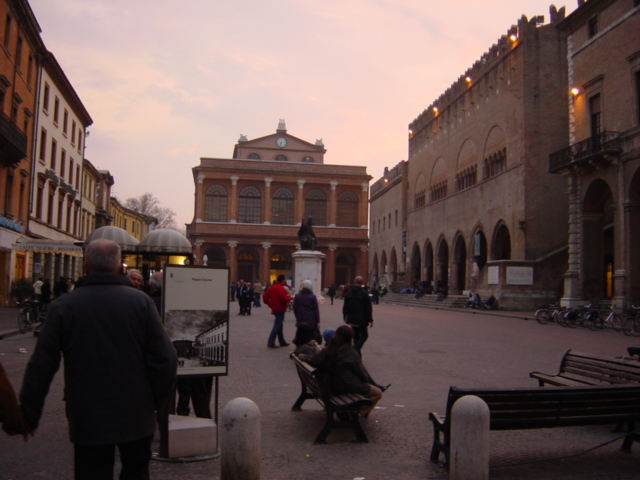
Piazza Cavour в центрі, 2004
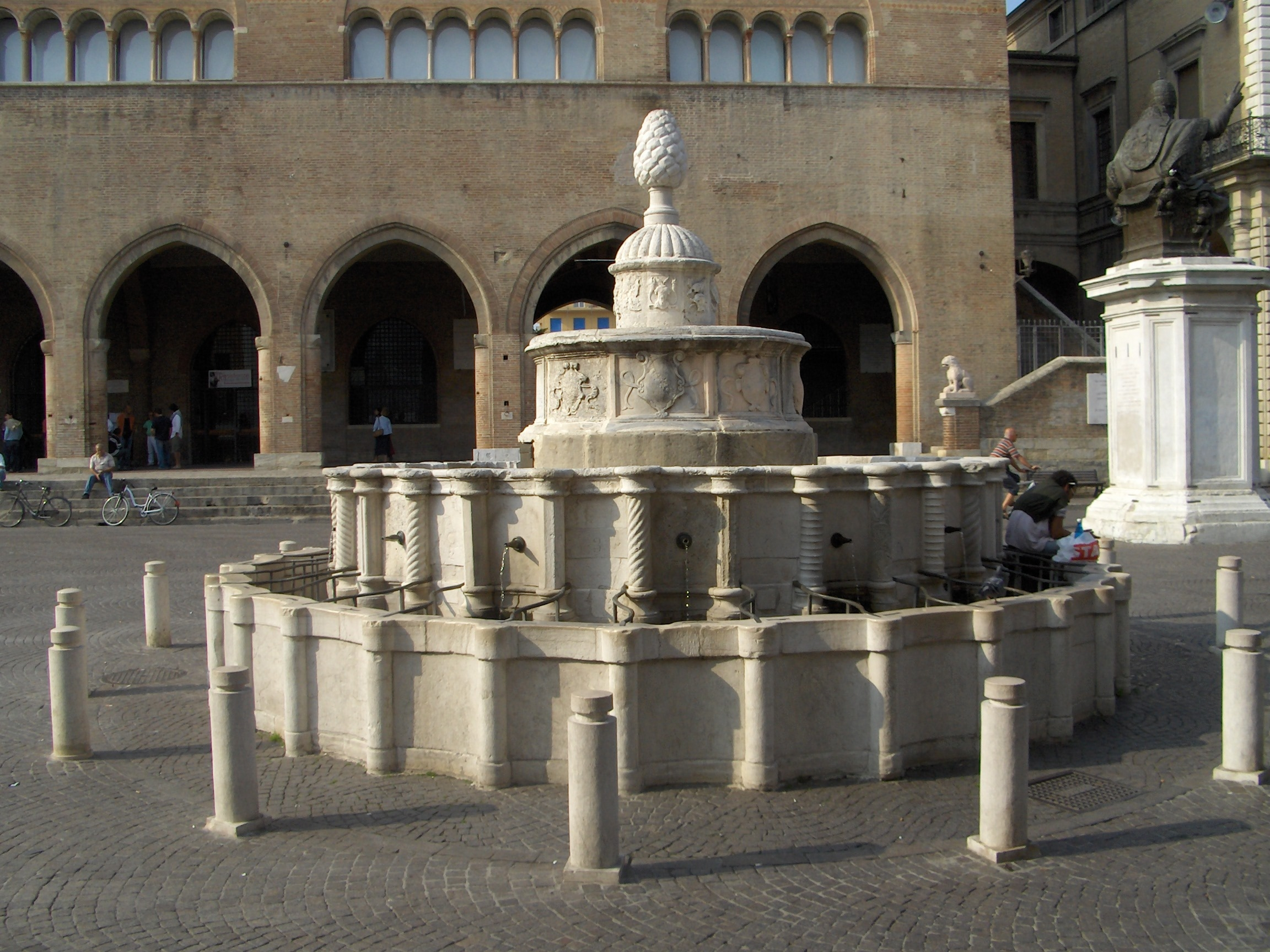
Водограй Пінья
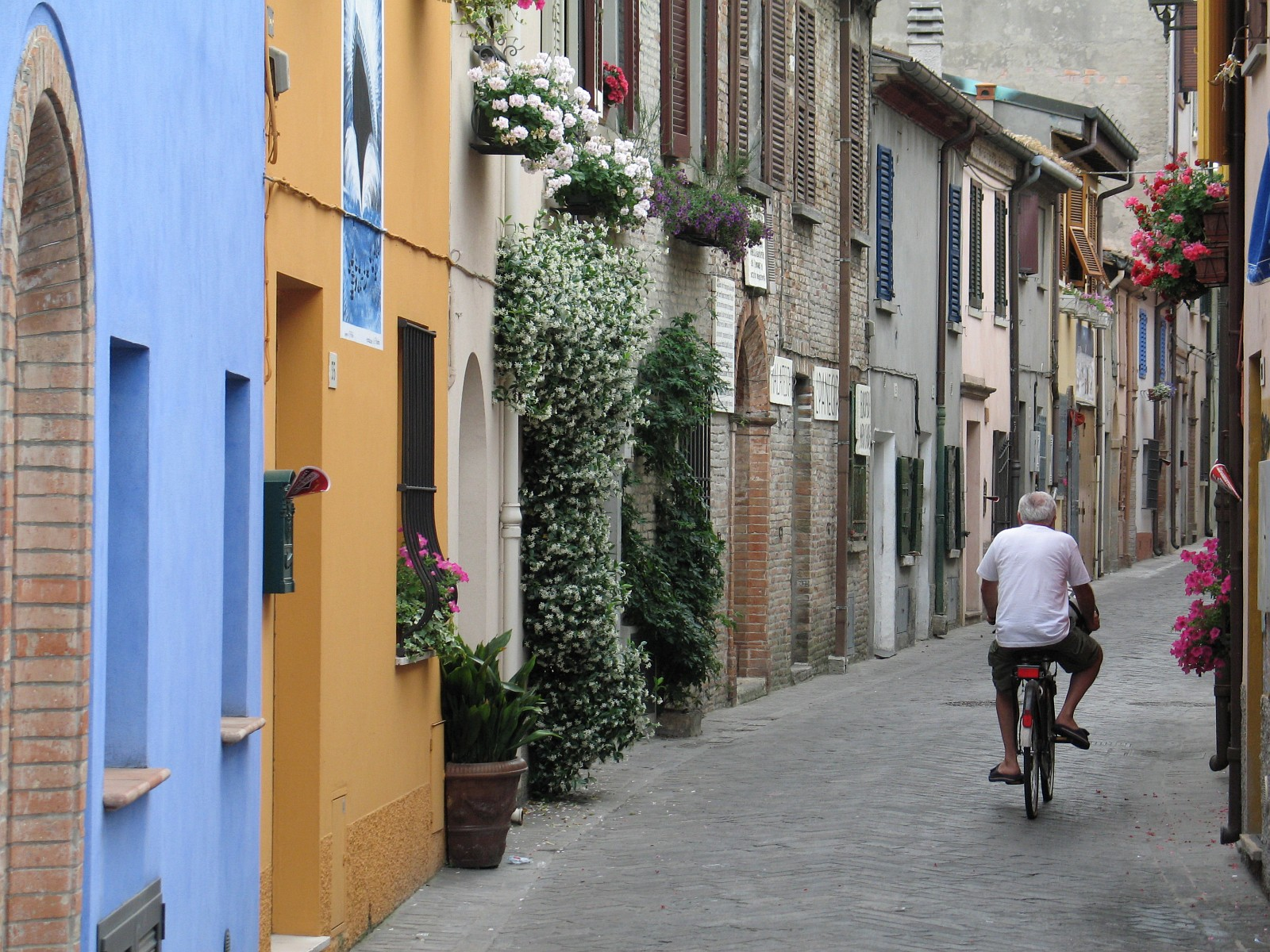
Via di Borgo San Giuliano
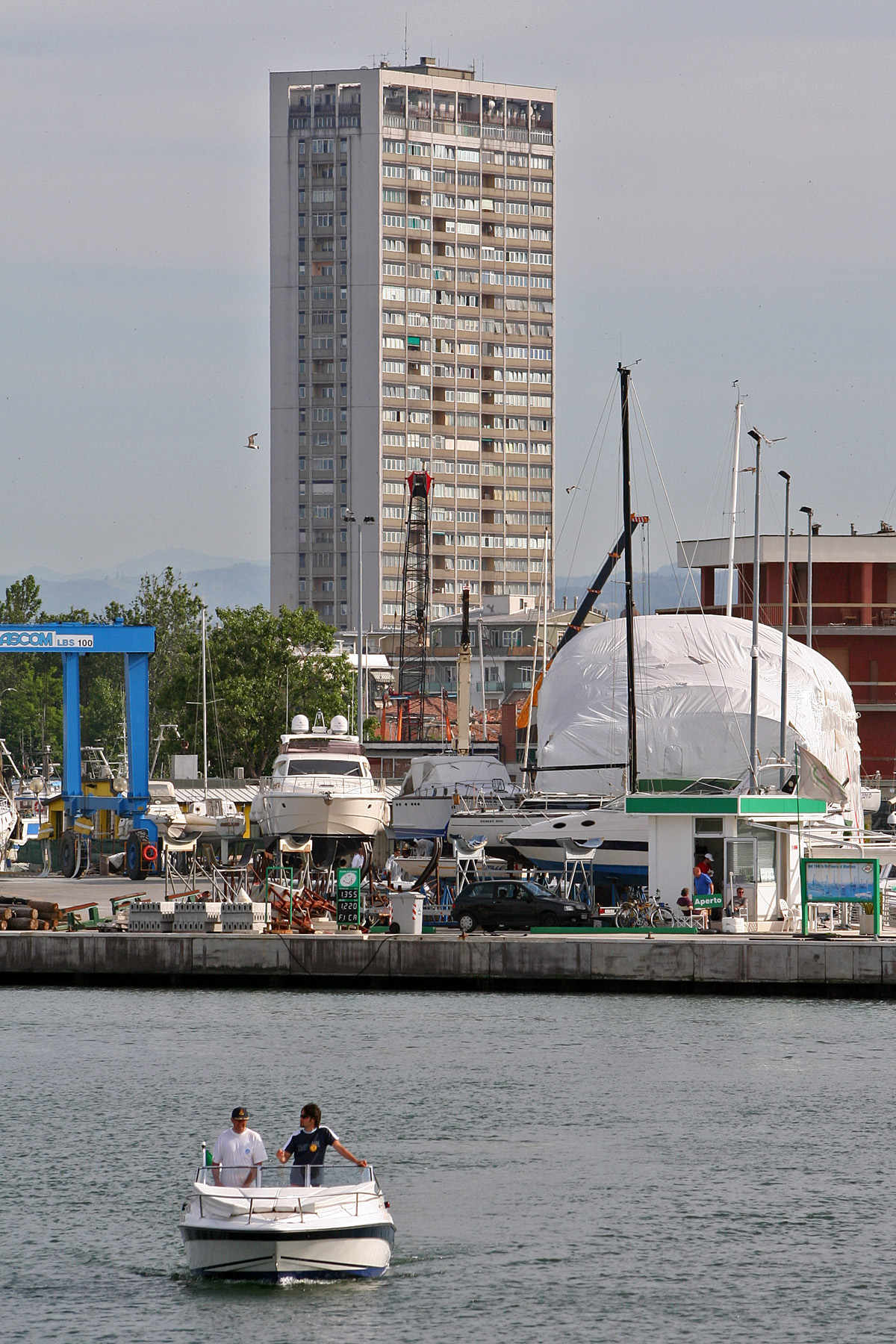
Хмарочос
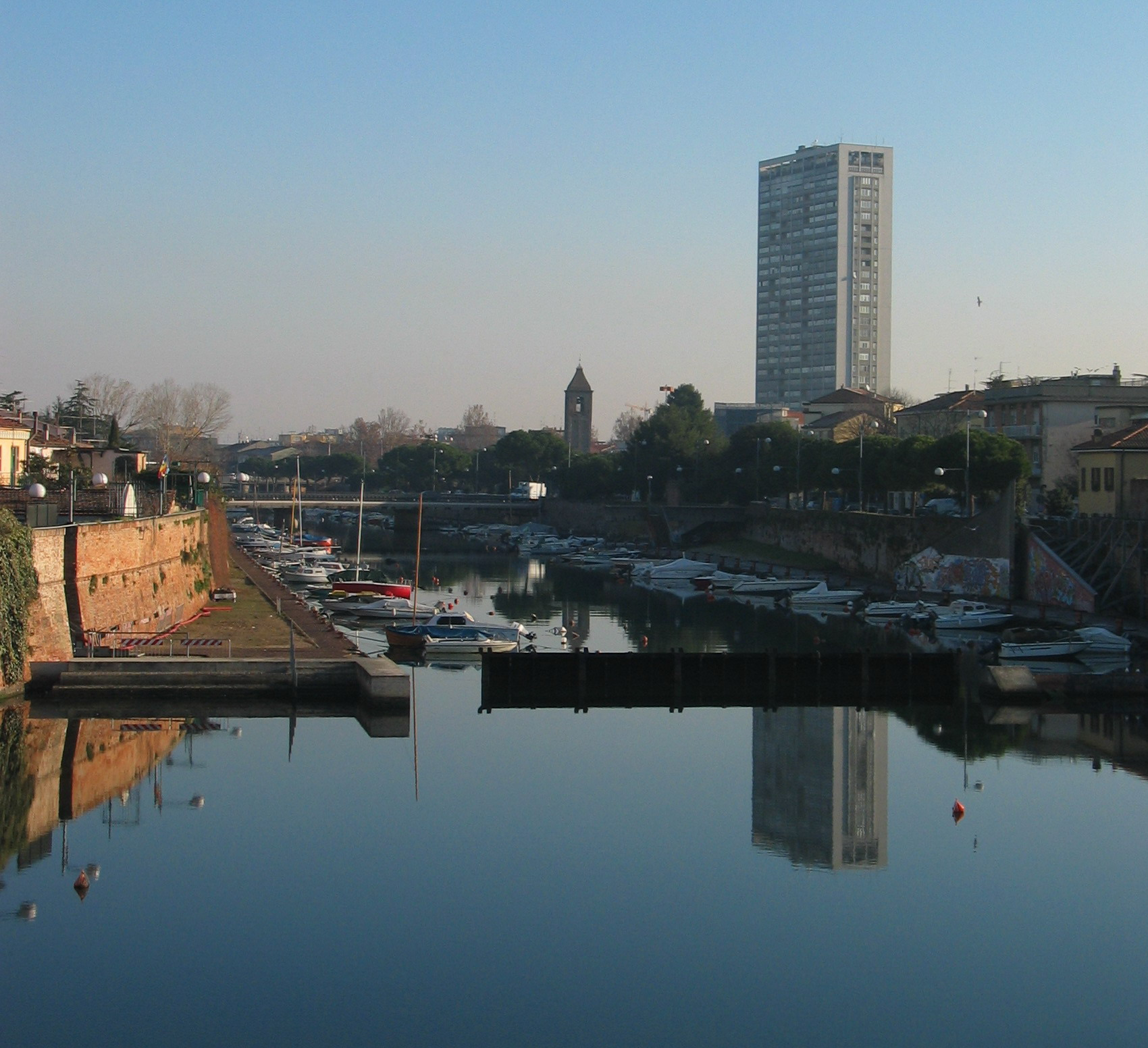
Хмарочос
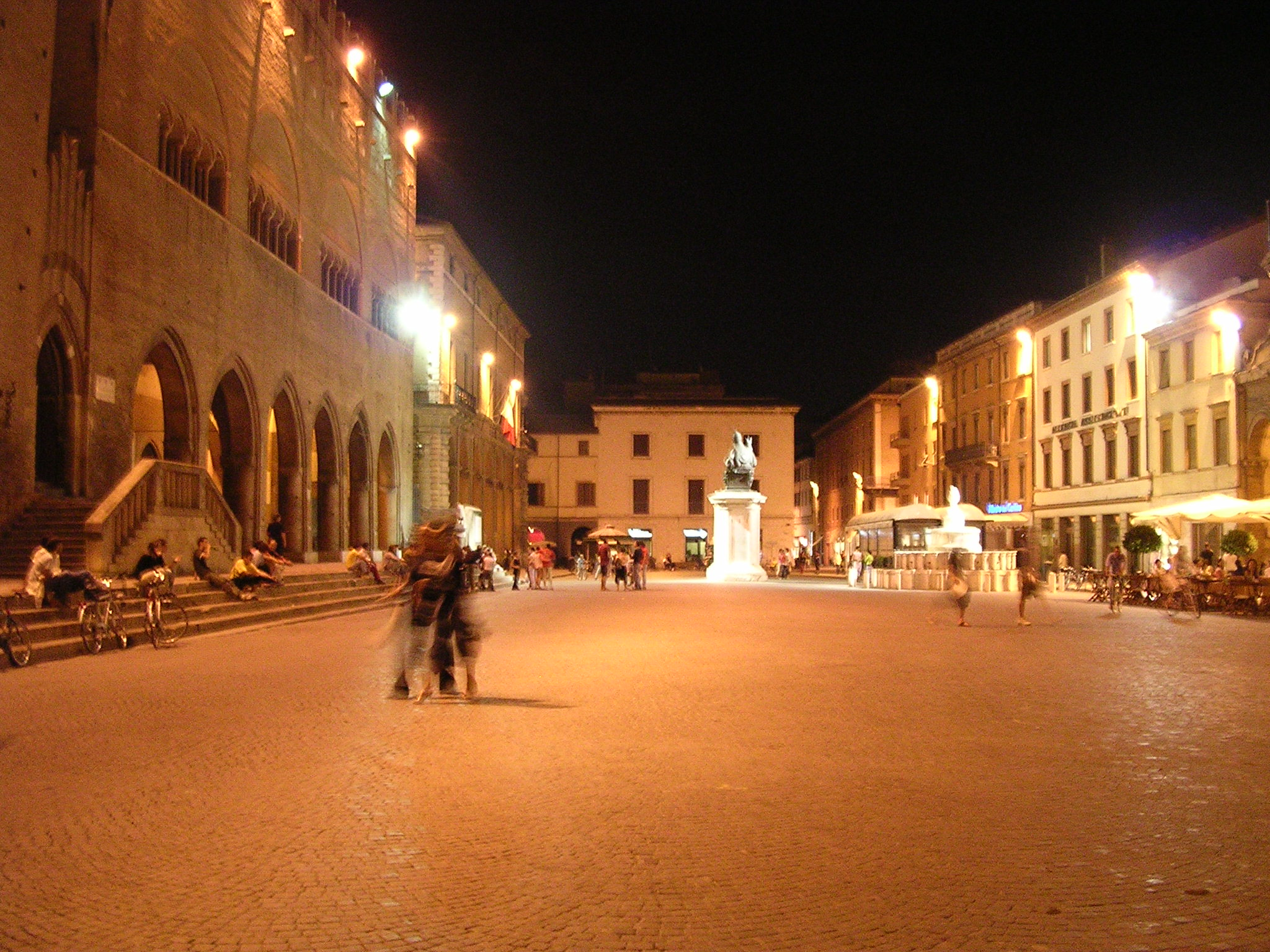
Piazza Cavour вночі
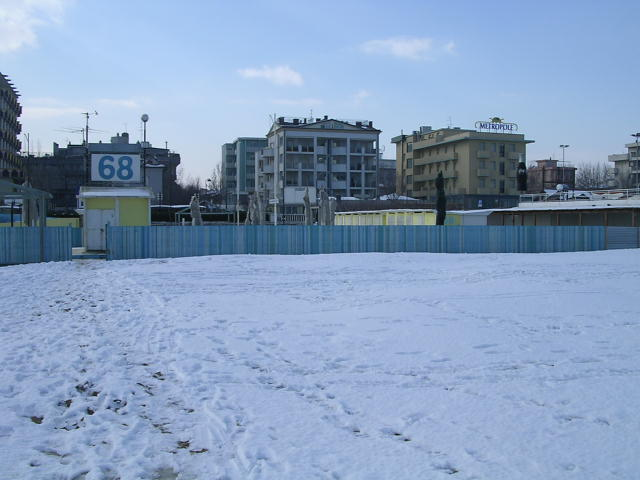
Пляж
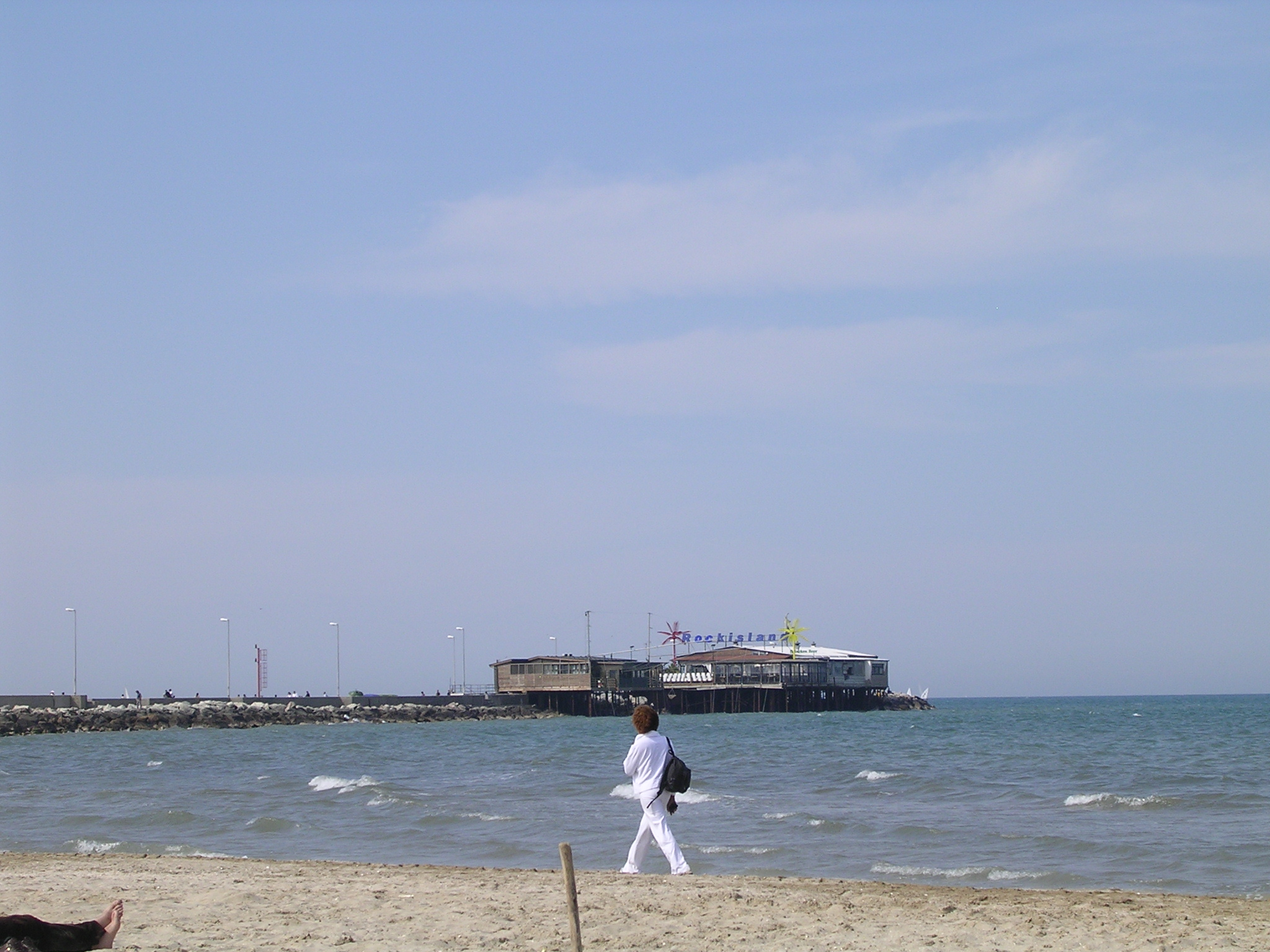
Мол
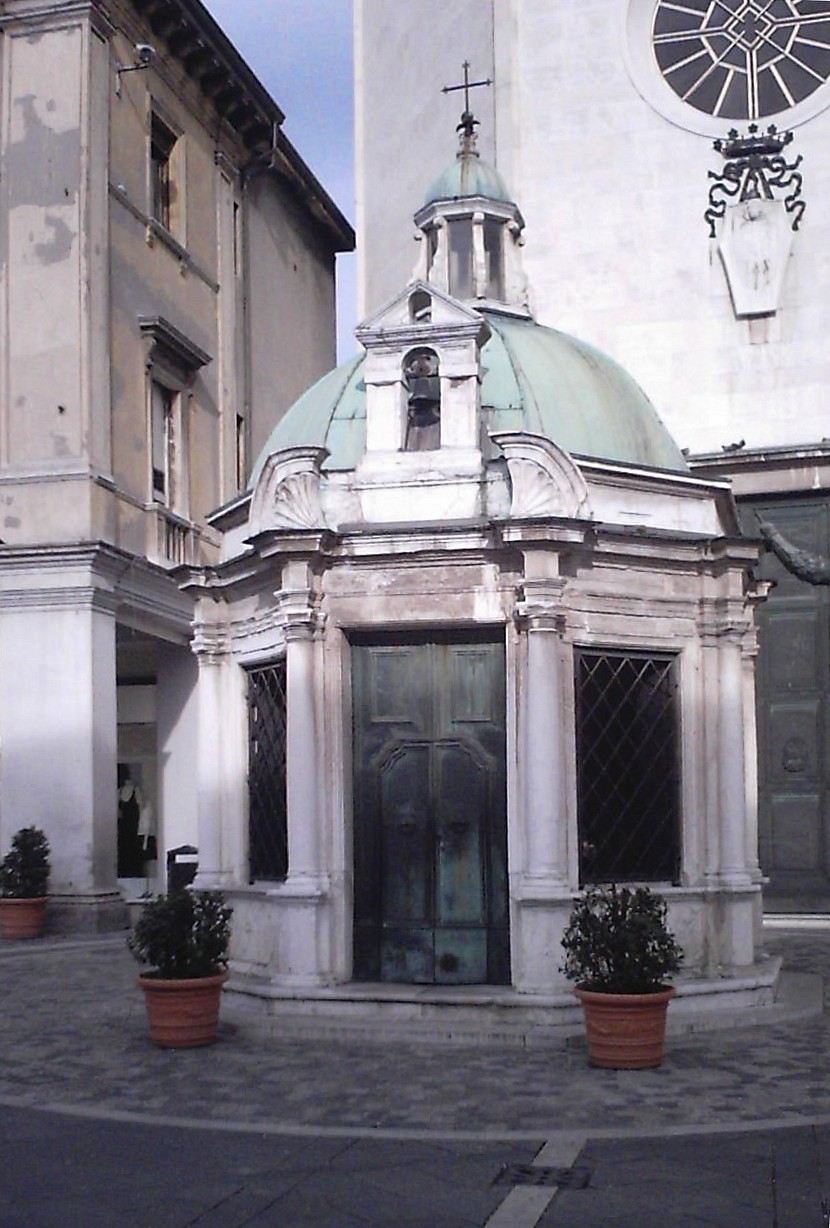
Piazza Tre Martiri Tempietto del Bramante
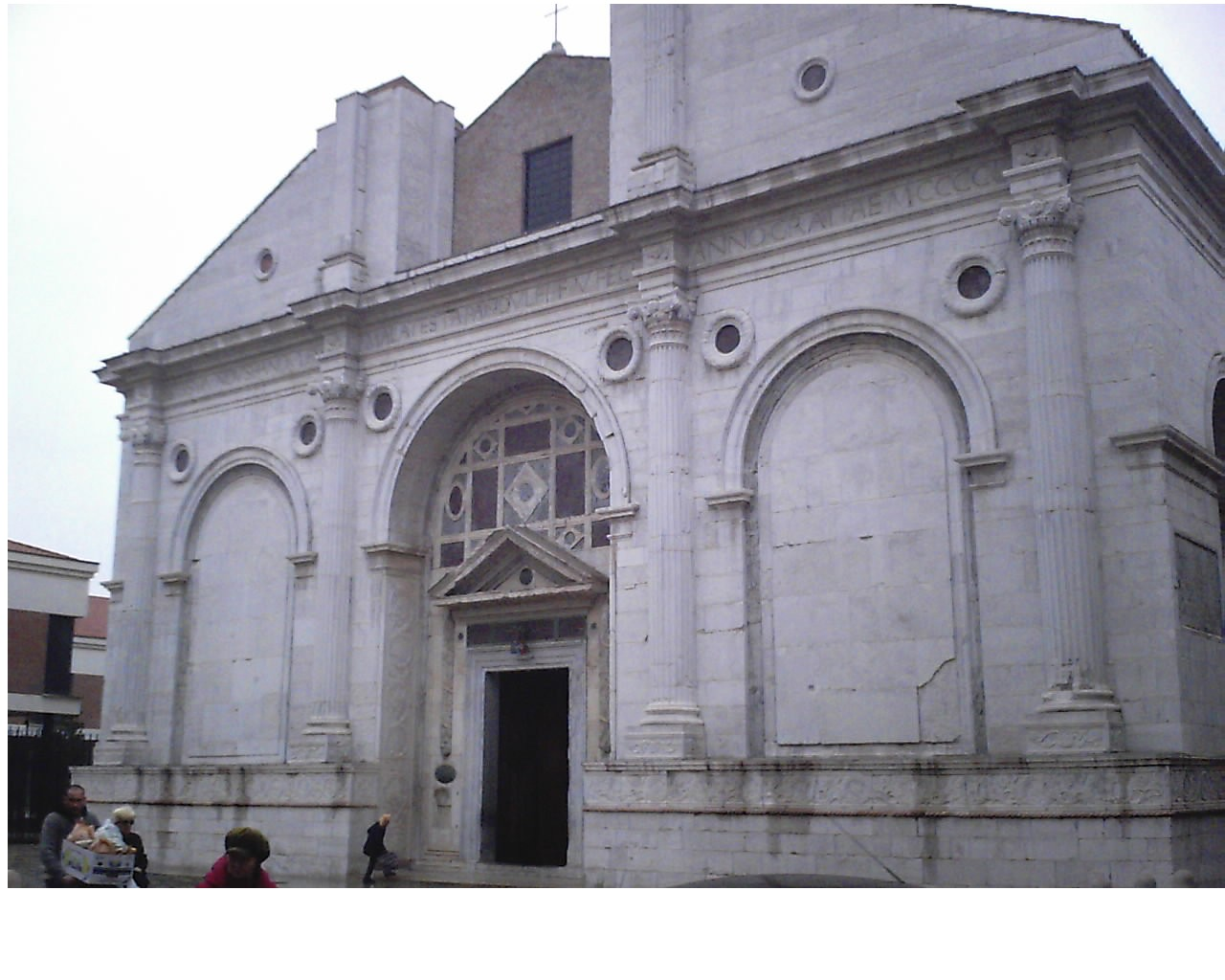
Храм Малетестіано
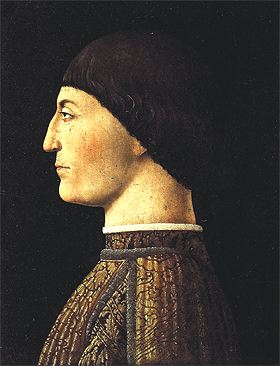
Портрет Сігізмундо Малетеста, Лувр